# آن كارسون
آن كارسون (بالإنجليزية: Anne Carson) (و. 1950  م) هي لغوية، وشاعرة، ومترجمة، وبروفيسورة، وناقدة أدبية، وكاتِبة كندية، ولدت في تورونتو، وهي عضوةٌ في الأكاديمية الأمريكية للفنون والعلوم.
.

## التعليم
تعلمت في جامعة تورنتو.

## جوائز
حصلت على جوائز منها:
- زمالة غوغنهايم
- نيشان كندا من رتبة عضو
- زمالة ماك آرثر
- جائزة نادي القلم الأمريكي في الترجمة [الإنجليزية]‏.

## روابط خارجية
- آن كارسون على موقع الموسوعة البريطانية (الإنجليزية)
- آن كارسون على موقع مونزينجر (الألمانية)
- آن كارسون على موقع ميوزك برينز (الإنجليزية)
- آن كارسون على موقع ديسكوغز (الإنجليزية)